# Pedro Albizu Campos
Pedro Albizu Campos (Ponce, 12 settembre 1891 – San Juan, 21 aprile 1965) è stato un politico e militare portoricano.

## Biografia
Nacque nel villaggio di Tenerías, nelle vicinanze di Ponce, da Alejandro Albizu e Juana Campos. Era, inoltre, il nipote di Juan Morel Campos, uno tra i maggiori compositori di musica portoricana, mentre suo cugino era il pedagogista Carlos Albizu Miranda.

Nel 1912 ottenne una borsa di studio in ingegneria chimica presso la Università del Vermont, e nel 1913 si trasferì presso l'Università di Harvard per proseguire gli studi. Allo scoppio della prima guerra mondiale si arruolò volontario nell'esercito statunitense. 
Pedro fu il leader e il presidente del Partito Nazionalista Portoricano, un movimento nazionale a favore dell'indipendenza di Porto Rico. Conosciuto come un abile oratore fu soprannominato El Maestro (il maestro).